# Patti Anahory
Patricia Anahory (São Tomé e Príncipe, 1969) é uma arquiteta estadounidense-cabo-verdiana . Em 2000, ela se tornou a primeira pessoa negra e apenas a segunda mulher a receber a Rotch Traveling Scholarship em 2000 em Estados Unidos.

## Biografia
Nascida em um navio que cruzava o Oceano Atlântico a caminho de São Tomé e Príncipe, Anahory foi criada em Cabo Verde a partir dos 7 anos antes de se mudar para os Estados Unidos, onde estudou arquitetura no Boston Architectural College e, posteriormente, obteve o título de Mestre em Arquitetura pela Universidade de Princeton.
Em 2000, ela se tornou a primeira pessoa negra e apenas a segunda mulher a receber a Rotch Traveling Scholarship (Bolsa de Viagem Rotch. Sua pesquisa envolveu viagens pelo continente africano para estudar a relação entre arquitectura e identidade.
De 2009 a 2012, Anahory foi diretora fundadora do CIDLOT, um centro de pesquisa multidisciplinar na Universidade de Cabo Verde, onde introduziu "abordagens decoloniais para pesquisas mais amplas". Ela é cofundadora da Storia na Lugar, uma plataforma de narrativaas e contra-narrativas, cujo trabalho foi exibido na 17ª Exposição Internacional de Arquitetura na Bienal de Veneza de 2021. Também é co-curadora de her(e), otherwise, uma plataforma experimental que convida arquitetas africanas e da diáspora  a questionarem noções de representação e pertencimento.
Em 2022, ao lado de Felecia Davis, ela foi selecionada como suplente para o Prêmio de Arquitetura da Fundação WOJR-Civitella Ranieri.
Desde 2022, ela integra o Conselho de Consultores Acadêmicos do African Futures Institute, um centro de pós-graduação independente voltado para a pesquisa arquitetônica em Gana. Entre 2022 e 2023, Anahory foi professora visitante na Universidade de Columbia.
Ela integrou o júri de diversos prêmios acadêmicos, nacionais e internacionais, incluindo a primeira edição do Africa Architecture Awards, em 2017, e a 2023 RIBA President's Dissertation Medal no Reino Unido, ao lado de Samir Pandya, Belgin Turan Ozkaya, Luca Molinari, Richard Anderson e Katy Beinart.
Sua pesquisa foca em “interrogar narrativas de pertença através de construções geopolíticas, de memória, raciais e de género, além de explorar as políticas de identidade a partir de uma perspectiva insular africana”.
Anahory concluiu vários projetos de arquitetura em Cabo Verde, Gana e Portugal. 

## Publicações
- 2022: Panorama da Arquitetura Habitacional em Cabo Verde, Edições UniCV, ao lado de Andreia Moassab.[14]